# 昭和町 (津山市)
昭和町（しょうわまち）は岡山県津山市にある地名。一丁目、二丁目がある。郵便番号は708-0886。人口調査の上では分かれているが、郵便番号は一丁目、二丁目合わせてひとつが振られている。

## 地理
吉井川の南に位置する。一丁目と二丁目の境界は岡山県道68号津山加茂線上、今井橋による。東が一丁目、西が二丁目。南は大谷、東は南町一丁目（一丁目のみ）、北は吹屋町（一丁目のみ）、鉄砲町（二丁目のみ）、南新座、西は一方（二丁目のみ）、井口（二丁目のみ）に接する。

## 歴史

### 沿革
- 1960年 - 大谷の一部が昭和町一丁目、二丁目となり成立。

## 世帯数と人口
2021年（令和3年）1月1日現在の世帯数と人口は以下の通りである。
| 町丁         | 世帯数 | 人口  |
| ------------ | ------ | ----- |
| 昭和町一丁目 | 54世帯 | 87人  |
| 昭和町二丁目 | 42世帯 | 85人  |
| 計           | 96世帯 | 172人 |

## 小・中学校の学区
市立小・中学校に通う場合、学区は以下の通りとなる。
| 番地 | 小学校           | 中学校             |
| ---- | ---------------- | ------------------ |
| 全域 | 津山市立南小学校 | 津山市立鶴山中学校 |

## 交通

### 道路
- 国道53号（国道179号、国道429号と重複区間）
- 岡山県道68号津山加茂線

## 施設
昭和町一丁目
- 津山川南郵便局
- トヨタレンタリース岡山津山駅前店
- 津山グランドホテル
- バーミヤン津山昭和店

昭和町二丁目
- 津山市立南小学校
- 東京書店津山店
- スズキ自販昭和町
- ほっともっと津山昭和町店